# Nationalpark-Effekt
Als Nationalpark-Effekt (auch Nationalparkeffekt) wird die verringerte Scheu und niedrigere Fluchtdistanz von Wildtieren gegenüber dem Menschen bezeichnet, die nach Errichtung von Schutzgebieten (z. B. Nationalparks) beobachtet werden kann.
Der Begriff wurde von dem deutschen Biologen, Geobotaniker und Landschaftsökologen Heinz Ellenberg und dem österreichischen Ethologen und Ökologen Wolfgang Scherzinger geprägt. Der Effekt wird auf den dauerhaften Wegfall von hochrangigen Störreizen zurückgeführt (z. B. durch Verzicht auf Bejagung verbunden mit einem strikten Wegegebot im betreffenden Schutzgebiet), die den Wildtieren eine Habituation, d. h. Gewöhnung an häufig auftretende, aber harmlose Reize ermöglicht (z. B. an das wiederholte Erscheinen von Wanderern auf einem Wanderpfad).